# Ellwanger Kreis
Der Ellwanger Kreis war ein Diskussionsforum von christlichen Politikern im Nachkriegsdeutschland.

## Geschichte
In der amerikanischen Besatzungszone bestanden seit 1945 die Länder Bayern, Hessen und Württemberg-Baden, die einen Länderrat einrichteten. Die CDU- und CSU-Politiker der Landesregierungen wollten ihr Vorgehen im Länderrat koordinieren und zudem Grundsatzfragen der deutschen Politik besprechen. Der Tagungsort Ellwangen wurde von Hermann Gögler vorgeschlagen, der als Staatssekretär im württemberg-badischen Staatsministerium auch die Organisation übernahm.

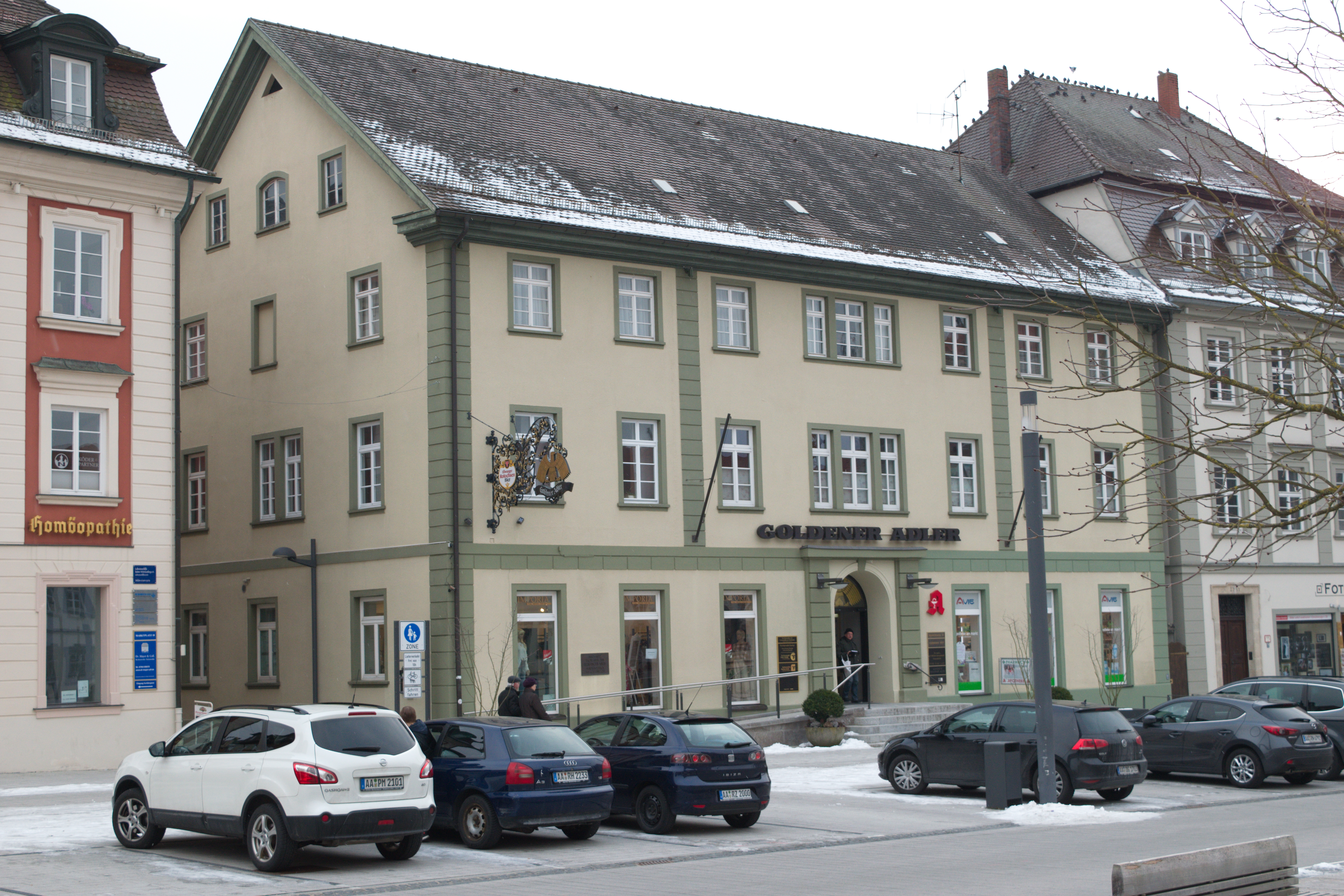
Ehemaliger Gasthof „Goldener Adler“ in Ellwangen (2018)

Das erste Treffen des Kreises fand am 1. und 2. März 1947 im Exerzitienhaus auf dem Schönenberg statt. Die Prawda bewertete dies als antikommunistische Verschwörung süddeutscher Politiker mit dem Vatikan. Auch aus diesem Grund wurden alle weiteren Ellwanger Treffen nicht mehr in kirchlichen Räumen, sondern im Goldenen Adler am Marktplatz oder im Sitzungssaal des Rathauses abgehalten. 
Der Ellwanger Kreis tagte zwischen 1947 und 1972 insgesamt 57 mal, die Zahl der Teilnehmer schwankte und erreichte maximal 60. Landrat Anton Huber hat die schriftlichen Unterlagen der Tagungen gesammelt, sie sind heute im Besitz der Konrad-Adenauer-Stiftung.
Im Ellwanger Kreis waren Politiker der Christlich Demokratischen Union Deutschlands (CDU), der Christlich-Sozialen Union in Bayern (CSU) sowie auch der Sozialdemokratischen Partei Deutschlands (SPD) und parteilose Christen der römisch-katholischen Kirche und der evangelischen Kirche vertreten. Das unregelmäßig tagende Forum traf sich zur Diskussion politischer Ereignisse mit dem Ziel, die Wiedervereinigung Deutschlands auf föderativer Grundlage in die Wege zu leiten.
Im April 1948 wurde vom Ellwanger Kreis bei einem Treffen in Bad Brückenau die Struktur einer neuen deutschen Verfassung diskutiert und als Staatsname „Bundesrepublik Deutschland“ vorgeschlagen.
In den 1950er Jahren befasste sich der Ellwanger Kreis vor allem mit der Wiederbewaffnung und Militärseelsorge sowie Schul- und Bildungspolitik. Das Interesse an den eher grundsätzlichen Fragestellungen des Kreises ging allmählich zurück.
Nach einem Bericht des Spiegels aus dem Jahre 1962 wurde als (nie bestätigtes) Ziel des Kreises benannt, die deutschen Schulen zu entstaatlichen und vornehmlich den Kirchen beider Konfessionen unterstellen zu wollen.
Zu den Initiatoren der Gruppe gehörten unter anderem:
- Konrad Adenauer, Bundeskanzler
- Hans Asmussen, Propst in Kiel
- Heinrich von Brentano, Bundesminister des Auswärtigen von 1955 bis 1961
- Eugen Gerstenmaier, Bundestagspräsident
- Bruno Heck, Bundesfamilienminister von 1962 bis 1968
- Eugen Kogon, Publizist, Soziologe und Politikwissenschaftler
- Hermann Kunst, Evangelischer Militärbischof
- Anton Pfeiffer, Staatssekretär und Leiter der bayerischen Staatskanzlei von 1946 bis 1950
- Werner Schütz, Kultusminister in Nordrhein-Westfalen von 1954 bis 1956 sowie von 1958 bis 1962
- Josef Schwalber, Bayerischer Staatsminister für Unterricht und Kultur von 1951 bis 1954
- Wilhelm Sedlmeier, Weihbischof in Stuttgart-Rottenburg von 1953 bis 1976
- Walter Strauß, Staatssekretär im Bundesjustizministerium